# Paradarisa variegata
Paradarisa variegata är en fjärilsart som beskrevs av Barend J. Lempke 1952. Paradarisa variegata ingår i släktet Paradarisa och familjen mätare. Inga underarter finns listade i Catalogue of Life.